# 尼崎市立若葉小学校
尼崎市立若葉小学校（あまがさきしりつ わかばしょうがっこう）は、兵庫県尼崎市道意町六丁目にあった公立小学校。

## 概要
周囲に工場が多いことから、校章にも歯車と双葉があしらわれている。
少子化による児童数減少が進み、尼崎市教育委員会の尼崎市立小・中学校 適正規模・適正配置推進計画 (PDF) に基づき、2016年3月31日に尼崎市立西小学校と統合して廃校となった。2016年4月1日、同一地点に尼崎市立わかば西小学校が開校している（2018年4月に西小学校跡地へ移転）。

## 沿革
- 1956年（昭和31年）[1]
  - 4月1日 - 尼崎市立成徳小学校から分離し、開校。
  - 4月7日 - 成徳小学校の仮校舎で授業開始。1～3年生13学級671名。
  - 11月29日 - 開校式。校章を制定。
- 1957年（昭和32年）4月7日 - 1～3年生の授業を本校舎へ移行。
- 1959年（昭和34年）8月14日 - 大雨により道意地区が大半浸水。住民180名が本校へ避難する。
- 1965年（昭和40年）3月16日 - 校歌制定。
- 1976年（昭和51年）10月30日 - 本館西鉄筋3階3教室完成。
- 1982年（昭和57年）3月1日 - 新校舎完成、移転。
- 1995年（平成7年）1月17日 - 阪神・淡路大震災が発生。罹災住民91名が本校へ避難する。
- 2016年（平成28年）
  - 3月31日 - 廃校。
  - 4月1日 - 尼崎市立西小学校と統合した尼崎市立わかば西小学校が開校。

## 通学区域
- 尼崎市[2]
  - 道意町1丁目～7丁目、中浜町、鶴町

## 進学先中学校
- 尼崎市立啓明中学校[2]

## 周辺
- 元浜緑地
- アマ・ドゥ（複合商業施設）
- 国道43号
- 尼崎市道道意線

尼崎市立西小学校とは国道43号を斜めにはさんで、400mしか離れていない。

## 交通
- 阪神本線 尼崎センタープール前駅から南へ400m
- 尼崎市営バス30・60系統 リサーチコア前にて下車
- 阪神高速3号神戸線 尼崎西出入口から南西へ300m